# Wilfred Trotter
Pour les articles homonymes, voir Trotter.
Wilfred Trotter FRS (né le 3 novembre 1872 à Coleford (Gloucestershire) - mort le 25 novembre 1939  à Blackmoor) est un des pionniers de la neurochirurgie, également connu pour ses travaux sur la psychologie sociale à laquelle il apporte la notion de "comportement de masse" ("en:Herd behavior", comportement grégaire) dans The Instincts of the Herd in Peace and War. Il poursuit et popularise ainsi en anglais les travaux du sociologue français Gustave Le Bon.

## Biographie
Wilfred Louis Batten Trotter est né à Coleford, dans le Gloucestershire, en Angleterre, le 3 novembre 1872. Durant son enfance, il est atteint d'une forme de maladie musculosquelettique, l'obligeant à être alité. Après avoir affronté la maladie, Trotter entre en médecine l'Université de Londres (UCH) où en 1891 il obtient sa licence avec distinction suivit d'une licence en sciences, une médaille et une bourse d'études. Il complète ensuite son cursus en chirurgie et postule pour l'UCH, avant de se voir refusé le poste, en faveur d'un collègue. Il travaille alors en tant que prosecteur jusqu'en 1906, quand le Dr Victor Horsley, pionnier de la neurochirurgie et ancien membre de l'UCH, lui accorde un poste dans l'établissement.
Au début de sa carrière en chirurgie générale, alors que les spécialités chirurgicales n'étaient encore qu'à leurs balbutiements, Trotter était un pionnier dans la pratique de la thyroïdectomie pour la prise en charge de la maladie de Basedow. Il était également intéressé et doué pour le traitement chirurgical des tumeurs malignes de la tête et du cou, et développa différentes approches chirurgicales, notamment la glossectomie labiomandibuliaire médiane pour le traitement des cancers pharyngés. Il est aussi le concepteur du Trotter flap.
En 1920, il devient chirurgien en oncologie, spécialisé dans le traitement chirurgical des cancers des voies respiratoires supérieures. En 1928, il est demandé, avec d'autres médecins, auprès du roi George V, chez qui il réalisera avec succès une résection de côte pour un emphysème pulmonaire. Trotter refusa toute récompense, avant d'être fait entre autres chevalier, chirurgien honoraire, et chirurgien du roi. Il devint membre exécutif du Royal College of Surgeons et de la Royal Society of Medicine.
En 1935, à la suite du départ en retraite du professeur Choyce, Trotter est nommé à la Chair of Surgery à l'UCH, avant de mourir le 25 novembre 1939, peu après le début de la Seconde Guerre mondiale.

## Œuvres
- (1908). Herd instinct and its bearing on the psychology of civilized man, part 1. Sociological Review.
- (1909). Herd instinct and its bearing on the psychology of civilized man, part 2. Sociological Review.
- (1919). Instincts of the Herd in Peace and War - 4th impression, with postscript. New York, MacMillan.